# The Living Tombstone
I The Living Tombstone (spesso abbreviato in TLT) sono un gruppo musicale rock elettronico israelo-statunitense formato nel 2011 dal produttore Yoav Landau e dal cantante Sam Haft. Il gruppo è noto per le sue canzoni e video musicali basati su videogiochi e i media della cultura pop, come la serie Hazbin Hotel, Five Nights at Freddy's, Overwatch e My Little Pony - L'amicizia è magica, nonché per la loro musica originale.
Molte delle loro canzoni sono diventate virali e gli è stato attribuito il merito di aver generato vari meme su Internet. Oltre ai video, hanno composto la musica per il videogioco In Sound Mind e hanno sviluppato il videogioco AudioClash: Battle of the Bands. La loro canzone Five Nights at Freddy's del 2014 è entrata nella colonna sonora del film omonimo del 2023. Il settimanale NME li ha definiti "la più grande gaming band di Internet".